# Suore missionarie di San Pietro Claver
Le Suore Missionarie di San Pietro Claver sono un istituto religioso femminile di diritto pontificio: i membri di questa congregazione pospongono al loro nome la sigla S.S.P.C.

## Storia

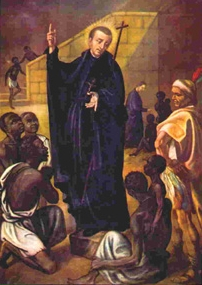
San Pietro Claver, titolare della congregazione

La congregazione venne fondata da Maria Teresa Ledóchowska (1863-1922): di nobile famiglia polacca, dama di compagnia della granduchessa di Toscana Alice di Borbone-Parma, dopo essere entrata in contatto con due Suore Francescane Missionarie di Maria iniziò a interessarsi alle problematiche dell'evangelizzazione dell'Africa.
Il 29 aprile 1894, a Salisburgo, la Ledóchowska creò un sodalizio per propagare la conoscenza delle missioni africane e a promuoverne il sostegno: l'8 settembre 1897, con il consenso del cardinale Johann Evangelist Haller, arcivescovo di Salisburgo, la fondatrice e alcune sodali emisero i voti religiosi dando inizio a una nuova congregazione di suore, intitolata al santo gesuita Pietro Claver, che nel XVII secolo era stato missionario presso gli schiavi neri dell'America meridionale.
L'istituto, dal 1894 al 1957 aggregato all'Ordine dei Frati Minori, ricevette il pontificio decreto di lode nel 1902 e le sue costituzioni vennero approvate definitivamente dalla Santa Sede il 7 marzo 1910.
La fondatrice è stata beatificata da papa Paolo VI nel 1975.

## Attività e diffusione
Scopo principale delle suore di San Pietro Claver e quello di promuovere la conoscenza dell'attività dei missionari e sostenerne materialmente l'opera. Il loro istituto è ispirato alla spiritualità e alle regole di sant'Ignazio di Loyola.
Le suore provengono da 28 nazioni diverse e sono presenti in numerosi paesi dell'Europa (Germania, Inghilterra, Austria, Scozia, Spagna, Francia, Irlanda, Italia, Paesi Bassi, Polonia, Portogallo, Svizzera, in America del Nord (Canada e Stati Uniti d'America) e Sud America (Argentina, Brasile, Uruguay), in India, in Africa (Nigeria, Uganda e Capo Verde) e Oceania (Australia e Nuova Zelanda): la sede generalizia è a Roma.
Al 31 dicembre 2008, la congregazione contava 227 religiose in 43 case.